# Aire urbaine de Langogne
L'aire urbaine de Langogne est une aire urbaine française centrée sur l'unité urbaine de Langogne.

## Données générales
L'aire urbaine de Langogne est composée de cinq communes et compte 3 992 habitants en 2017.
Le tableau suivant détaille la répartition de l'aire urbaine sur les départements de la Lozère et de l'Ardèche :
| Département | Communes (nb) | Communes (%) | Superficie (km²) | Superficie (%) | Population (2017) | Population (%) |
| ----------- | ------------- | ------------ | ---------------- | -------------- | ----------------- | -------------- |
| Lozère      | 4             | 2,53         | 88,21            | 1,7            | 3 672             | 4,79           |
| Ardèche     | 1             | 0,29         | 24,99            | 0,45           | 320               | 0,1            |

## Composition
L'aire urbaine de Langogne est composée des cinq communes suivantes :
| Nom                     | Code Insee | Statut           | Superficie (km2) | Population (dernière pop. légale) | Densité (hab./km2) |
| ----------------------- | ---------- | ---------------- | ---------------- | --------------------------------- | ------------------ |
| Lespéron                | 07142      |                  | 24,99            | 321 (2022)                        | 13                 |
| Langogne                | 48080      |                  | 31,41            | 2 860 (2022)                      | 91                 |
| Naussac-Fontanes        | 48105      | commune nouvelle | 24,76            | 368 (2022)                        | 15                 |
| Rocles                  | 48129      |                  | 19,84            | 242 (2022)                        | 12                 |
| Saint-Flour-de-Mercoire | 48150      |                  | 12,17            | 185 (2022)                        | 15                 |

## Évolution démographique
| 1968  | 1975  | 1982  | 1990  | 1999  | 2007  | 2012  | 2017  |
| ----- | ----- | ----- | ----- | ----- | ----- | ----- | ----- |
| 5 085 | 4 553 | 4 290 | 4 139 | 3 985 | 4 118 | 4 024 | 3 992 |